# UglyDolls
UglyDolls ist ein US-amerikanischer Computeranimationsfilm von Kelly Asbury aus dem Jahr 2019, es basiert auf den gleichnamigen Plüschtieren.

## Handlung
In der Puppenfabrik gibt es manchmal Exemplare, die nicht perfekt sind. Von den Maschinen weggeworfen, landen die fehlerhaften Kopien zusammen mit den anderen abgelehnten Puppen in Uglyville. Moxy lebt schon lange dort und träumt jeden Tag davon, von einem Kind aufgenommen zu werden, das sie zu ihrer Freundin und Vertrauten macht. Die kleine Abenteuerin nimmt den Stier bei den Hörnern und beschließt, nach ihrem Kind zu suchen. In Begleitung ihrer loyalsten Verbündeten wird sich Moxy an der Akademie der Perfektion befinden, wo sie makellosen Puppen beweisen muss, dass sie ihren Platz in der großen Welt verdient.

## Produktion und Veröffentlichung
Im Mai 2011 wurde bekannt gegeben, dass Illumination die Rechte an Uglydolls erworben hat, um einen animierten Spielfilm zu drehen. Chris Meledandri sollte mit einem Drehbuch von Larry Stuckey produzieren. Die ursprünglichen Schöpfer, David Horvath und Sun-Min Kim, sollten ausführende Produkte produzieren.
UglyDolls sollte ursprünglich am 10. Mai 2019 veröffentlicht werden, wurde aber später eine Woche auf den 3. Mai verschoben, um eine Konkurrenz mit Pokémon Meisterdetektiv Pikachu zu vermeiden.

## Synchronisation
Die deutschsprachige Synchronisation entstand durch die FFS Film- & Fernseh-Synchron nach einem Dialogbuch von Alexander Löwe unter der Dialogregie von Nana Spier.
| Rolle     | Englische Sprecher | Deutsche Sprecher   |
| --------- | ------------------ | ------------------- |
| Babo      | Gabriel Iglesias   | Tilo Schmitz        |
| Kitty     | Charli XCX         | Alice Bauer         |
| Lou       | Nick Jonas         | Pat Lawson          |
| Lucky Bat | Leehom Wang        | Tilman Pörzgen      |
| Lydia     | Lizzo              | Julia Meynen        |
| Moxy      | Kelly Clarkson     | Lina Larissa Strahl |

## Rezeption
The Guardian urteilte im August 2019 zum Filmstart in Großbritannien über die Originalfassung, dass der einzige Grund für den Film der Verkauf der gleichnamigen Puppen sei.
Der Weserkurier kritisiert den Film in einem längeren Artikel scharf. Dialoge, Gesang sowie Schnitt seien zwar temporeich, auch die deutschen Synchronsprecher werden gelobt. Aber die ganze Geschichte sei allzu schematisch und abgedroschen, zum „Einschlafen langweilig.“ Auch an den Kinokassen in den USA sei UglyDolls krachend gescheitert: Die Kunden „nehmen eben nicht jeden Blödsinn hin“.
Auf Rotten Tomatoes kommt der Film auf einen für kommerzielle Animationsfilme rekordverdächtig schlechten Wert von nur 27 % positive Kritiken. Bei Produktionskosten von 45 Mio. US$ lagen die Einnahmen an der Abendkasse bei nur 20,1 Mio. US$ in den USA.